# Bury Castle (Somerset)
Bury Castle ist eine Wallburg aus der Eisenzeit und eine Burg aus dem 12. Jahrhundert beim Dorf Selworthy in der englischen Grafschaft Somerset.

## Geschichte

### Eisenzeit

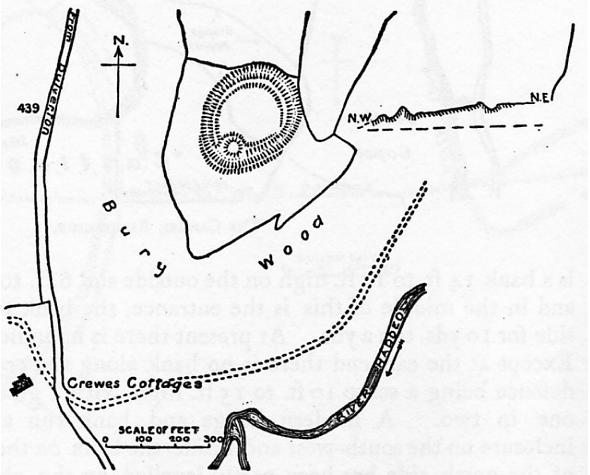
Grundriss des Anwesens von Bury Castle

Bury Castle wurde als Promontory Fort über dem Zusammenfluss der Flüsse Exe und Haddeo gebaut. Wallburgen entstanden am Ende der Bronzezeit und zu Anfang der Eisenzeit, also etwa ab 1000 v. Chr. Der Grund für den Bau von Wallburgen in Großbritannien und ihr Zweck wurden schon häufig diskutiert. Man meinte, sie könnten die militärische Antwort der in Britannien lebenden Völker auf eine Invasion vom europäischen Festland gewesen, aber auch von den Invasoren selbst gebaut worden sein. Eine dritte Möglichkeit wäre eine militärische Reaktion auf wachsende soziale Spannungen, die aus einer wachsenden Bevölkerung und dem daraus resultierenden Druck auf die Landwirtschaft erwuchsen. Die hauptsächliche Sichtweise seit den 1960er-Jahren geht von gesellschaftlichen Veränderungen, verursacht durch den zunehmenden Gebrauch von Eisen, aus. Eisenerzlagerstätten fanden sich an anderen Stellen als solche für Zinn- und Kupfererz (aus denen man Bronze gewann). So veränderten sich die Handelsstrukturen und die alten Eliten verloren ihre wirtschaftliche und gesellschaftliche Bedeutung. Der Archäologe Barry Cunliffe argumentierte, dass flächendeckende Kriege für diese Zeit untypisch waren, aber Wallburgen die Spannungen der Zeit widerspiegelten, als Verteidigungsfestungen dienten, wenn Konflikte ausbrachen, und eine wichtige politische Rolle für die neuen Eliten spielten.
Die Wallburg von Bury Castle bedeckt eine Fläche von 0,2 Hektar. Die Haupteinfriedung hat einen einfachen Wall und einen Graben sowie steile Abhänge im Norden, Osten und Süden. Auf der Westseite befindet sich ein zusätzlicher Wall mit einem tiefen Graben. Der Wall ist mit einer Trockenmauer verkleidet.

### Mittelalter
Ende der 1130er-Jahre brach ein Bürgerkrieg, genannt Anarchie, zwischen den Unterstützern von König Stephan und Kaiserin Matilda in England aus. Eine Motte entstand auf dem Gelände der eisenzeitlichen Wallburg; vermutlich ließ sie William des Say errichten. 1198 bestimmte König Richard Löwenherz, das Brompton zum Erbteil von Matilda gehören sollte.
Die Motte ist 23 Meter hoch und wurde auf dem südlichsten Punkt des Felsvorsprungs errichtet. Die Kurtine ist etwa 20 × 20 Meter groß.

### Heute
Bury Castle gilt heute als Scheduled Monument und gehört dem National Trust. Es ist im Heritage-at-Risk-Register aufgeführt, weil das Wachstum von Bäumen und Gestrüpp seinen Bestand bedrohen.